# Lamin Suma
Lamin Suma (* 14. Juli 1991 in Freetown) ist ein Fußballspieler aus Sierra Leone.

## Karriere
Lamin Suma begann seine Karriere im Jahr 2009 bei Mighty Blackpool FC. Beim Verein aus der Premier League stand Suma für eine Spielzeit unter Vertrag, bevor er innerhalb der Liga zum Kallon FC wechselte. Im Sommer 2012 wurde er vom serbischen Verein FK Jagodina verpflichtet. Später wechselte Suma auf Leihbasis zum FK Jedinstvo Bijelo Polje aus Montenegro, für den er in der Saison 2012/13 siebenmal zum Einsatz kam. Im September 2013 unterschrieb er einen Vertrag beim FC Flora Tallinn. Für den estnischen Rekordmeister debütierte dieser zwei Tage später am 29. Spieltag der laufenden Saison 2013 gegen Paide Linnameeskond, nachdem er in der 76. Minute für Rauno Sappinen eingewechselt wurde.